# Christof Grünthal
Christof Grünthal (* 10. Mai 1970) ist ein ehemaliger deutscher Eishockeytorwart, der unter anderem für den ECD Sauerland, EHC Trier, EC Wolfsburg und Iserlohner EC in der zweithöchsten deutschen Spielklasse aktiv war.

## Karriere
Nachdem er dort bereits die Nachwuchsmannschaften durchlaufen hatte, stieß Christof Grünthal in der Saison 1991/92 erstmals zum Profiteam des ECD Sauerland in der 2. Bundesliga. Nach zwei Jahren wechselte er zum EHC Trier aus der Regionalliga, mit dem er in der Saison 1993/94 in die direkt unterhalb der neu gegründeten Deutschen Eishockey Liga (DEL) angesiedelten 1. Liga aufstieg. Kurz nach Beginn der Spielzeit 1994/95 schloss er sich dem EC Wolfsburg an. Im Jahr 1995 kehrte er nach Iserlohn zurück, wo er zwei Jahre lang für den Iserlohner EC im Tor stand. Nachdem er in der Saison 1997/98 ohne Verein geblieben war, spielte Grünthal ab 1998 für eine Spielzeit beim ESC Erfurt in der inzwischen drittklassigen 1. Liga. Die Saison 1999/2000 verbrachte er bei den Phoenix Mustangs in der West Coast Hockey League (WCHL). In der Spielzeit 2000/01 ließ er seine Karriere dann beim Regionalligisten Grefrather EV ausklingen.

## Erfolge und Auszeichnungen
- 1994 Aufstieg in die 1. Liga mit dem EHC Trier